# Polymorphus gavii
Polymorphus gavii es una especie de acantocéfalo del género Polymorphus, familia Polymorphidae. Fue descrita por Hokhlova en 1965. Se encuentra en Europa y Asia del Norte.